# 사이하쿠정
사이하쿠정(西伯町)은 돗토리현 서부의 사이하쿠군에 위치했던 정이다. 
2004년 10월 1일에 합병으로 난부정이 되었다. 

## 역사
- 1955년 3월 30일 - 아마쓰촌, 오쿠니촌, 홋쇼지촌, 가미나가타촌, 히가시나가타촌이 합병해 성립하였다.
- 2004년 10월 1일 - 아이미정과 합병해 난부정이 성립하였다. 동일 사이하쿠정은 폐지되었다.

## 교통

### 도로
- 국도 제180호선